# Хетемай, Перпарим
Перпарим Хетемай (алб. Përparim Hetemaj; 12 декабря 1986 года, Србица, Югославия) — финский футболист, полузащитник клуба ХИК. Выступал за сборную Финляндии.

## Биография
Перпарим Хетемай, албанец по происхождению, родился в югославском (ныне — косовском) городе Србица. В шестилетнем возрасте с семьёй переехал жить в Финляндию. В 2004 году получил финское гражданство.

### Клубная карьера
Хетемай начал свою футбольную карьеру в юношеской академии финского «ХИКа». В 2004 году, выступая за его вторую команду — «Клуби-04» — в 21 матче второй футбольной лиги Финляндии забил 6 мячей. Выступая за основной состав «ХИКа» в сезоне 2005 года он принял участие в 33 играх, забив при этом единожды. Проведя 7 матчей в Чемпионате Финляндии в 2006 году, он был продан в афинский АЕК за 450 000 евро.

### Карьера в сборной
7 сентября 2004 года Хетемай получил первый вызов в сборную Финляндии, составленную из игроков не старше 19 лет, для участия в матче против сверстников из Швеции. В 4 матчах за юношескую команду Финляндии он дважды отличился забитыми мячами.